# IRIS-T
IRIS-T（アイリスティー）は、ドイツのディール・ディフェンス社・スウェーデンのSAAB社・イタリアのアレニア社によって開発された短距離空対空ミサイル。派生型として後述の地対空ミサイル仕様も存在する。第3世代サイドワインダーの後継として開発された。
なお、IRIS-Tとは、赤外線画像システム・推力偏向制御（Infra Red Imaging System Tail/Thrust Vector-Controlled）のアクロニムである。

## 経緯
1980年代の時点で、西ドイツはイギリスとAIM-132 ASRAAM開発のパートナーであった。しかし、ドイツ再統一後、過小評価していたAA-11 アーチャー（R-73）の多量な備蓄から顕著な能力を確認した。特に探索・捕捉（シーカー）、追跡能力などはるかに能力があり、運動性もより優れていることが判明した。これらの事実はドイツにASRAAMにおける機動性の欠如した一定軌道の推力など一部の設計に疑問をもたせた。その結果、イギリスと協定を結ぶことができず、1990年にドイツはASRAAM計画から降りた。
ドイツのディール・ディフェンス社は、自社開発したミサイルがサイドワインダーに敗れたため、各種サイドワインダーのライセンス生産を行ってきた。AA-11の対抗としてサイドワインダーを赤外線画像シーカーへ換装したIRISを提案したが、ドイツ空軍はこれを承諾しなかった。そのため、BGTは独自でIRIS-Tを計画し、1995年6月に承諾された。
同年、ドイツはギリシャ、イタリア、ノルウェー、スウェーデン、カナダと協力してIRIS-Tの開発計画を発表した。なお、後にカナダは計画から脱退したが、2003年にスペインがプロジェクトに加わった。2005年12月5日に最初のIRIS-Tがドイツ空軍に引き渡された。
IRIS-T開発のワークシェア協定
 ドイツ：46%
 イタリア：19%
 スウェーデン：18%
 ギリシャ：13%
残りはカナダ、ノルウェーの両国間で分割した。
2025年1月30日、ドイツ連邦軍装備情報技術運用庁は改良型であるIRIS-T ブロックIIの開発・量産契約をDiehl Defenceに対して発注した。

## 特徴
上記のとおり、本ミサイルの開発はAIM-132 ASRAAMから派生していることもあり、技術的には、同ミサイルや、同様の経緯で開発されたアメリカのAIM-9Xとの類似点が多い。
前任者である第3世代サイドワインダーと比べての主な差異は、名称のとおり、
赤外線画像システム
赤外線画像（IIR）誘導方式を導入。ただし、128x128ピクセルのフォーカル・プレーン・アレー（FPA）方式を採用した上記の2機種と異なり、128ピクセルの線型アレイ方式を採用している。
尾部制御
制御翼を後部に移動するとともに、推力偏向制御（TVC）を導入
の2点である。前者は誘導精度の増強と赤外線妨害技術への抗堪性向上（IRCCM能力の増強）、後者は機動性の向上をもたらした。
また、このほか、オフボアサイト射撃能力の強化も重要である。IIR誘導システムのシーカーは90度の視野角があり、このため、尾部制御化による機動性向上とも相まって、従来通りの発射前ロックオン（LOBL）方式で運用した場合も、在来機よりも交戦可能域は拡張されている。中間慣性誘導（INS）方式の導入によって発射後ロックオン（LOAL）能力も獲得しており、LOAL方式で発射した場合、機体側に装備されたヘッドマウントディスプレイ（HMD）による照準システムと併用することで、交戦可能域はさらに拡張することができる。
また、サイドワインダーを搭載、使用できる航空機は大きな改造を行うことなくIRIS-Tも搭載、使用できる。

## 運用
2011年までに4,000発が生産される計画である。
運用国と搭載機
 オーストリア
ユーロファイター タイフーン
 ベルギー
 ドイツ
ユーロファイター タイフーン
IRIS-T SLM - 2025年時点で試験中。
 エジプト
IRIS-T SL - レーダーにはHensoldt TRML-4Dを採用している。
 ギリシャ
F-16
 イタリア
ユーロファイター タイフーン
 オランダ
 ノルウェー
F-16
NASAMS
 サウジアラビア
 南アフリカ共和国
 スペイン
EF-18A/B、ユーロファイター タイフーン
 スウェーデン
400発を購入し、2009年11月からRb 98の名称で配備している。JAS39 グリペンの標準短射程AAMであり、空対空戦闘時にはAMRAAM（Rb 99）×4発とIRIS-T（Rb 98）×2発を搭載するのが典型的な装備パターンである。
2025年6月にはIRIS-T SLM地対空ミサイルシステムの導入を決定しており、2028年から2030年に納入予定である。
 スイス
2025年7月に、地対空型のIRIS-T SLMを5システム発注した。
 ウクライナ
後述の地対空ミサイル仕様が供与されている。

## 派生型
IDAS
IRIS-Tをベースに開発中の潜水艦発射式対空ミサイル。潜水艦にとって脅威である対潜ヘリコプターを排除する。
IRIS-T SL（surface-launched）
地上発射型の地対空ミサイル仕様。ドイツ陸軍では中距離拡大防空システムに組み込まれる予定。
短距離防空ミサイルのIRIS-T SLSは12 kmの射程・射高であり、中距離のIRIS-T SLMは40 kmの射程と20 kmの射高、IRIS-T SLX（長距離）はIRとRFのデュアル誘導方式で80 kmの射程と30 kmの射高である。

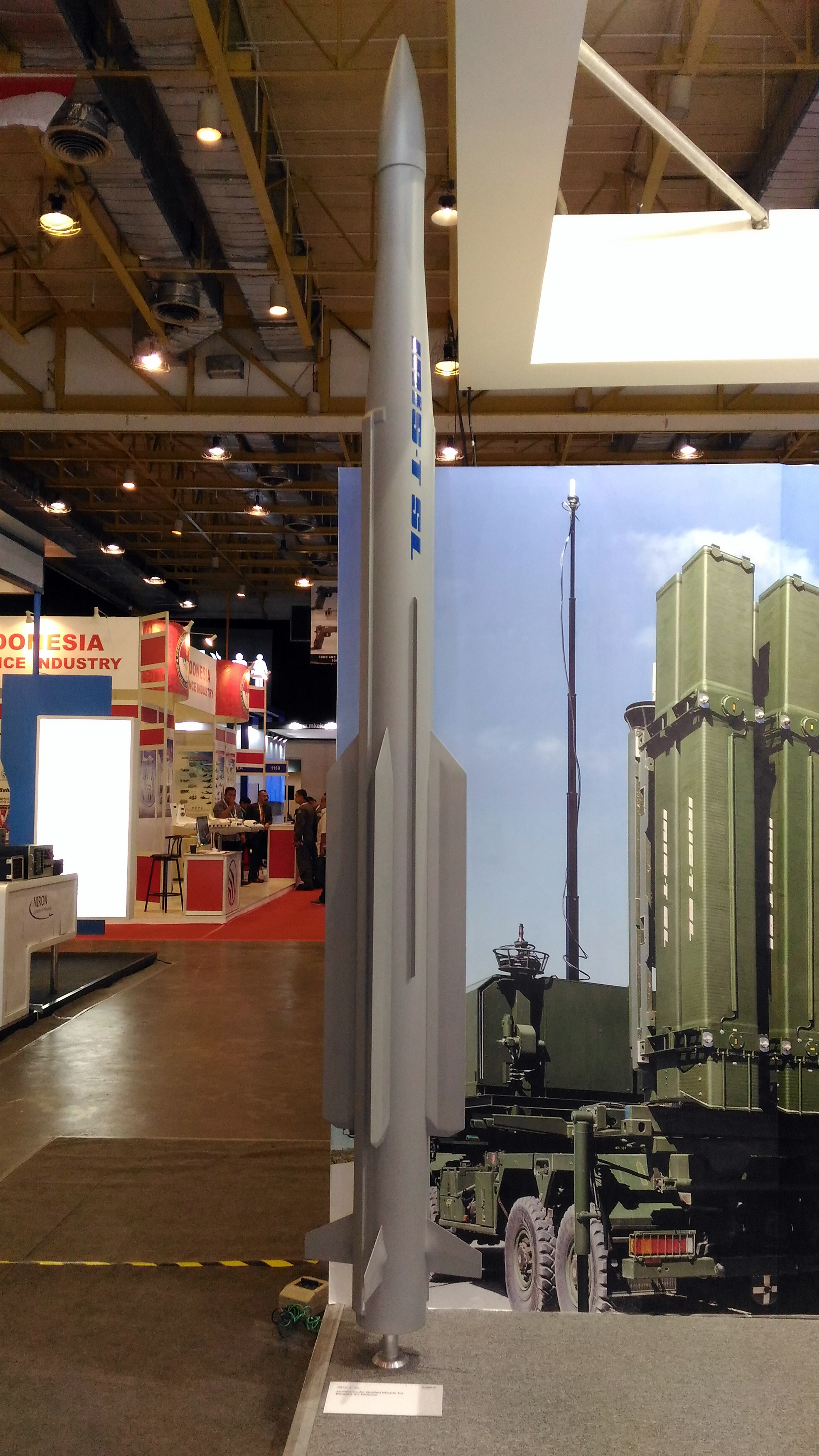
IRIS-T SLM 中距離地対空ミサイル
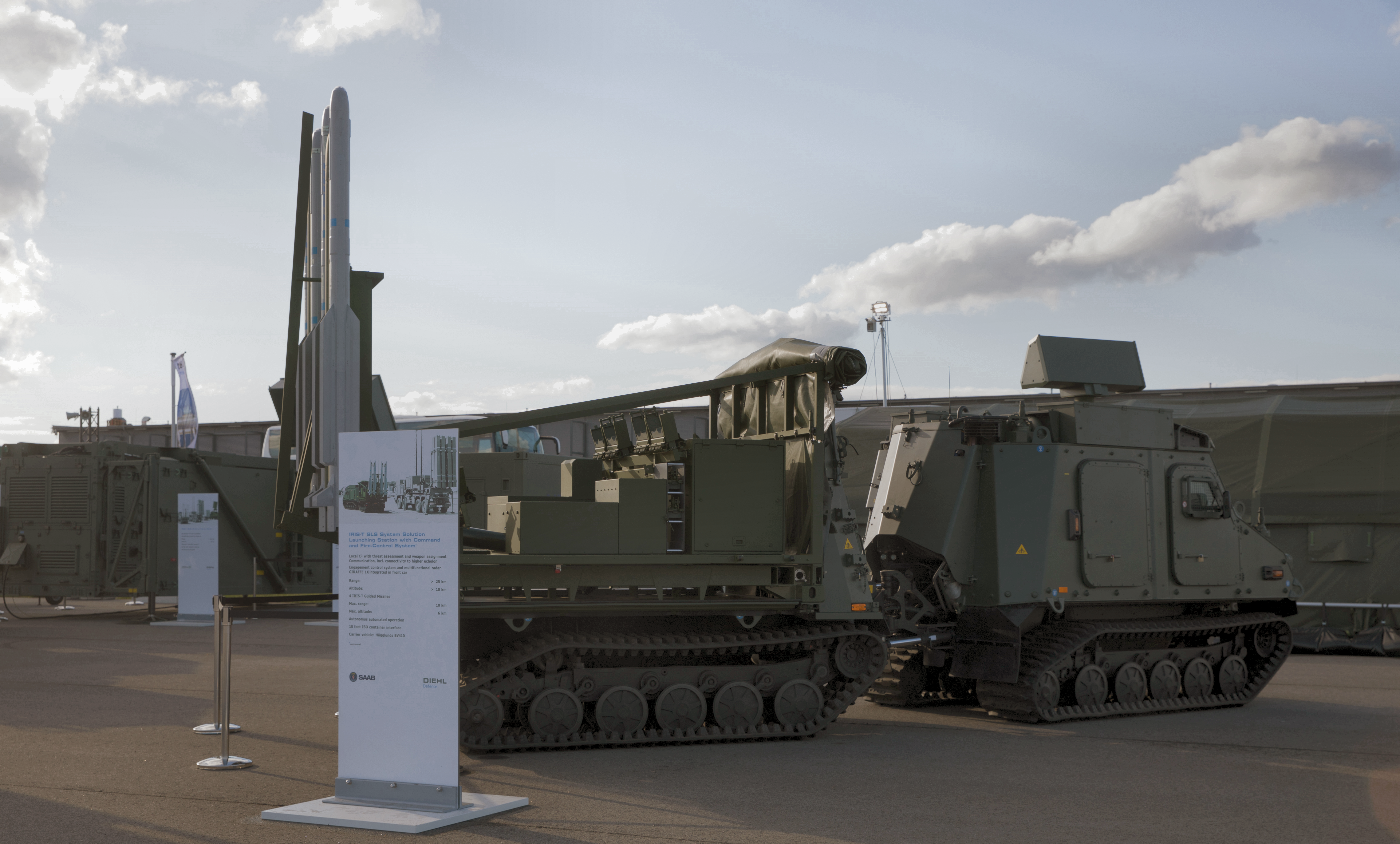
SAAB Giraffe 1XレーダーとIRIS-T SLS 短距離地対空ミサイル発射機Diehl ML-98を搭載したBv 410装甲車
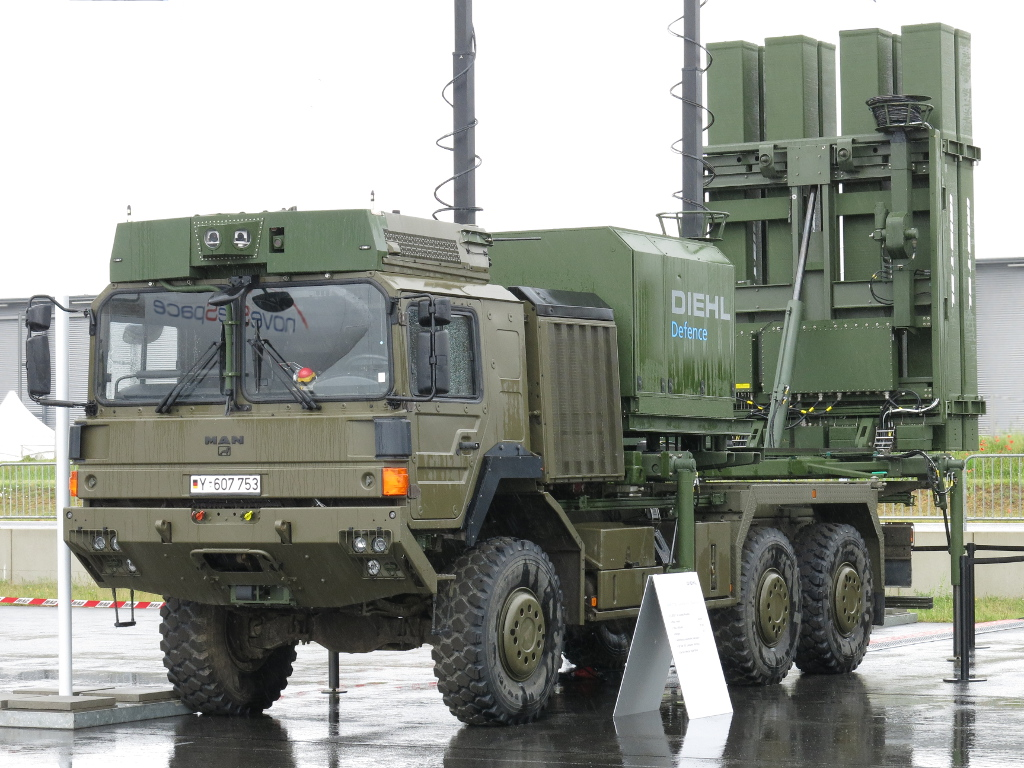
IRIS-T SLM 中距離地対空ミサイル発射機
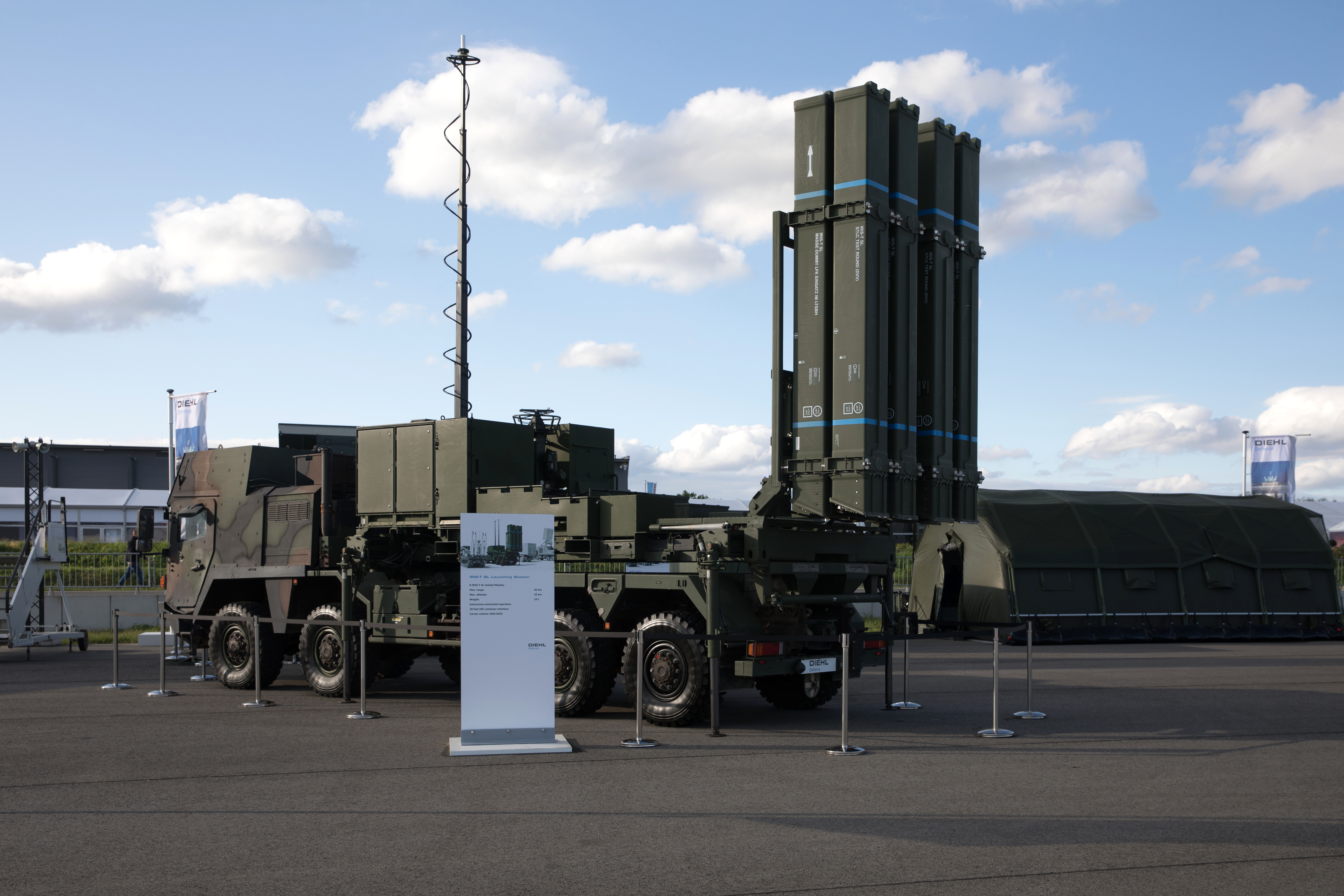
IRIS-T SLM 中距離地対空ミサイル発射機
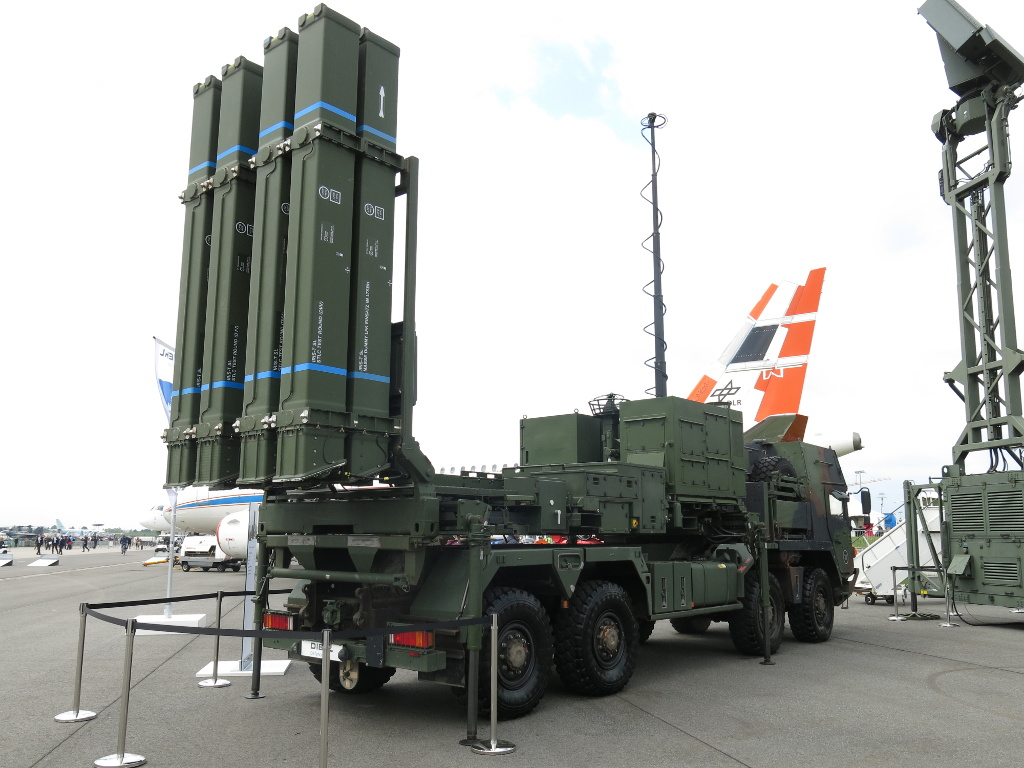
IRIS-T SLM 中距離地対空ミサイル発射機
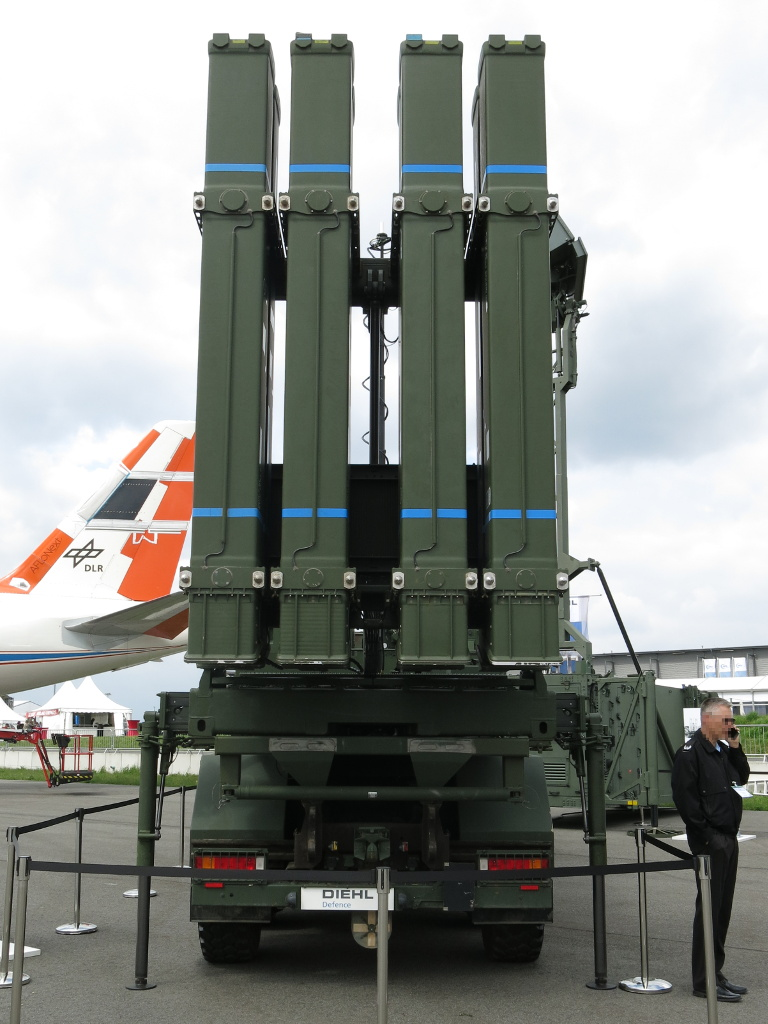
IRIS-T SLM 中距離地対空ミサイル発射機後部
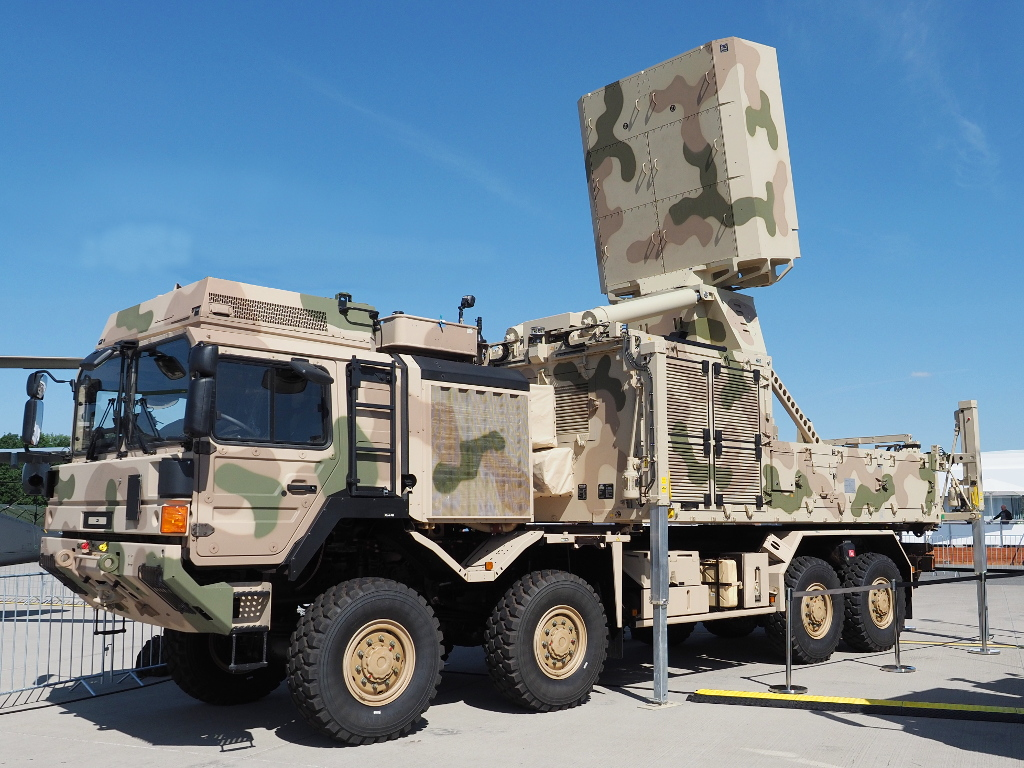
IRIS-T SLM 中距離防空システムのレーダー装置として採用可能なHensoldt TRML-4Dレーダー
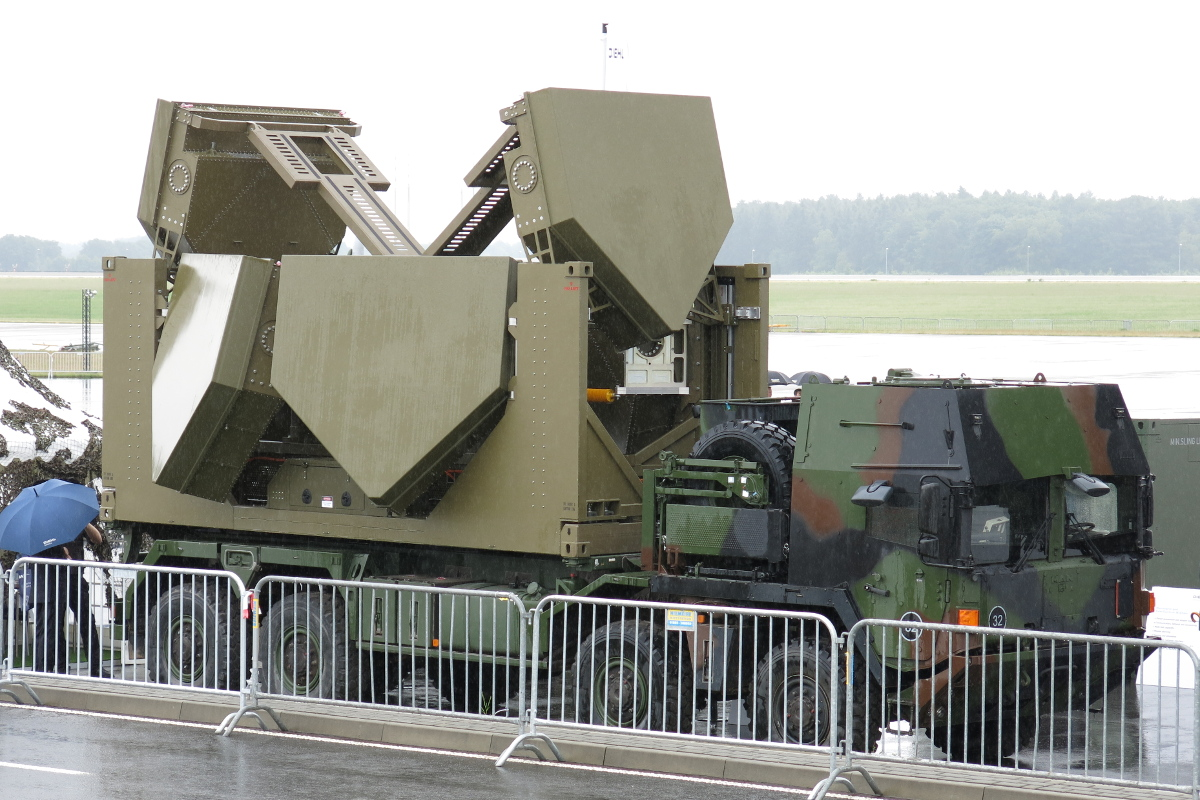
IRIS-T SLMのレーダー装置として採用可能なCEA CEAFAR (GBMMR)レーダー
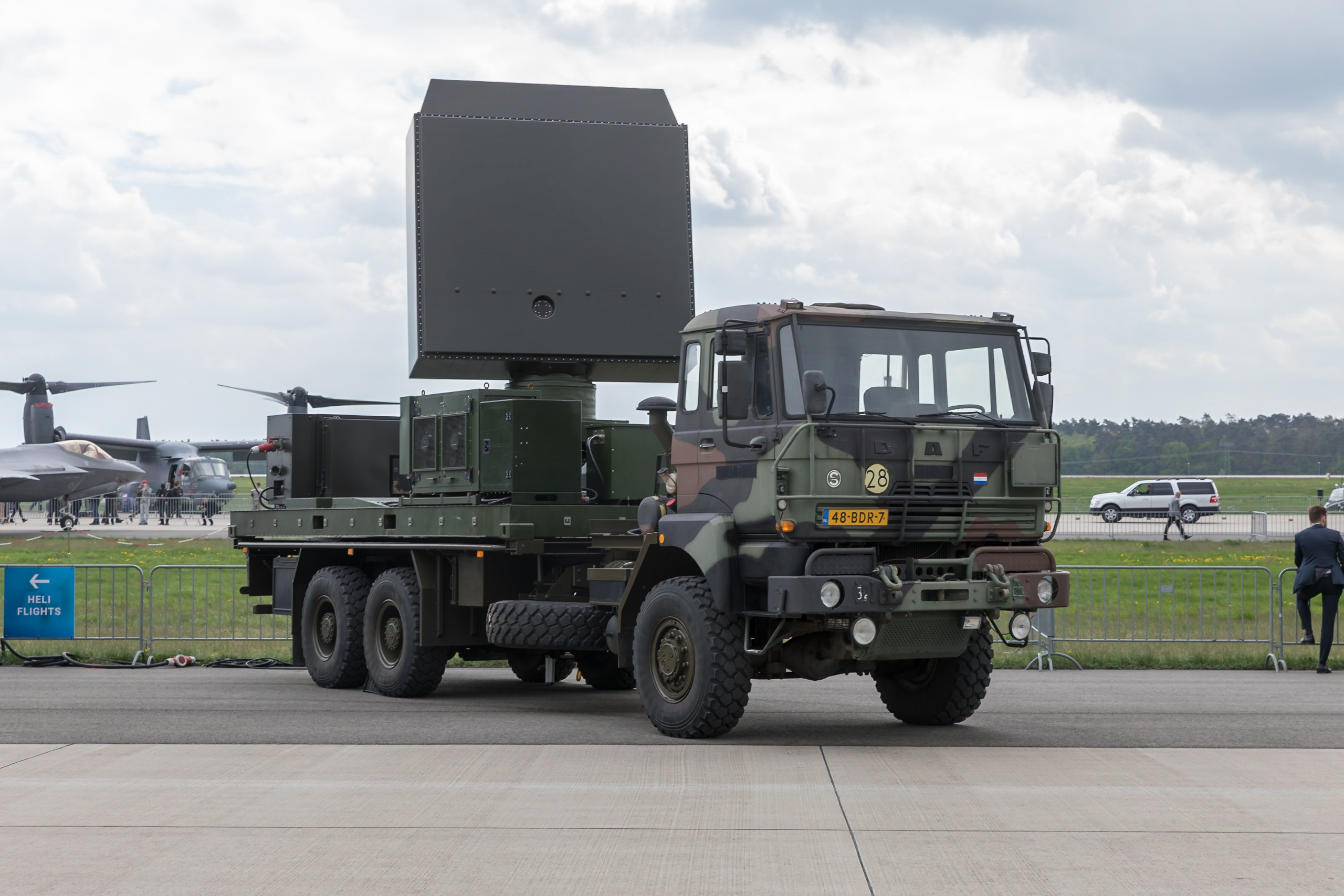
IRIS-T SLMのレーダー装置として採用可能なThales Ground Master 200 MM/Cレーダー
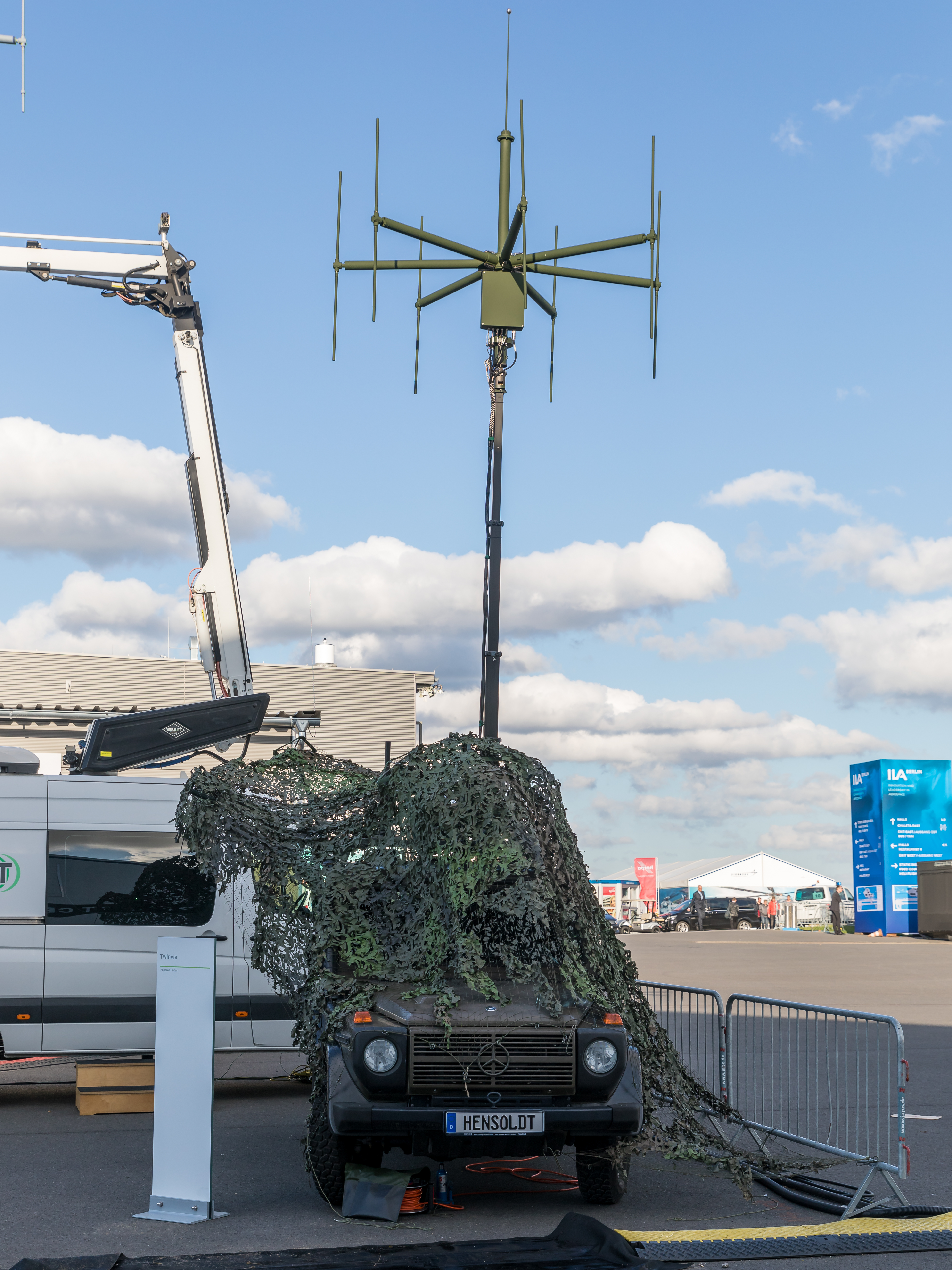
IRIS-T SLMシステムに統合可能なHensoldt TwInvisパッシブレーダー

LFK NG
SysFla野戦防空システム向けに開発されている近距離防空ミサイル。